# Benin Premier League
Benin Premier League, även kallad Championnat National du Bénin på franska, är den högsta fotbollsligan i Benin. Ligan spelades första gången 1969. Den innehåller 16 klubbar som möts två gånger. Vinnaren kvalificerar sig för CAF Champions League. De två klubbar som placerar sig sist i tabellen nedflyttas till andra divisionen som består av 11 klubbar. 

## Deltagande lag 2019-2020
| Klubb                     | Stad        |
| ------------------------- | ----------- |
| ASPAC FC                  | Cotonou     |
| ASVO Benin                | Adjohoun    |
| Ayema FC                  | Sèmè-Kpodji |
| Béké FC                   | Bembèrèkè   |
| Buffles du Borgou FC      | Parakou     |
| Dragons de l'Ouémé        | Porto-Novo  |
| Dynamo FC de Parakou      | Parakou     |
| Energie Sport FC          | Sèmè-Kpodji |
| ESAE FC                   | Sakété      |
| JA Cotonou                | Cotonou     |
| JS de Pobè                | Pobè        |
| Panthères FC              | Djougou     |
| Tonnerre d'Abomey FC      | Abomey      |
| Réal Sports de Parakou FC | Parakou     |
| UPI-ONM FC                | Cotonou     |
| USS Kraké                 | Porto-Novo  |